# 桝田佳寛
桝田 佳寛（ますだ よしひろ、1947年（昭和22年） - ）は、日本の建築学者、建設技官。

## 経歴
大阪府に生まれる。大阪府立天王寺高等学校、東京工業大学（のちの東京科学大学）理学部数学科、同大学工学部建築学科を経て、1975年（昭和50年）同大学大学院理工学研究科修士課程を修了する。同年、建設省建築研究所に入省し、総理府科学技術庁併任・フランス建築土木試験研究センター派遣を経て、1995年（平成7年）宇都宮大学工学部教授に転じる。2014年（平成26年）日本大学理工学部建築学科特任教授となった。ほか、2010年（平成22年）第24代日本コンクリート工学会会長に就任した。
構造体コンクリート、高強度コンクリート、環境配慮型コンクリート、鉄筋コンクリート構造建築物の耐久性を主な研究分野とする。